# Alansmia lanigera
Alansmia lanigera là một loài dương xỉ trong họ Polypodiaceae. Loài này được Desv. Moguel & M. Kessler mô tả khoa học đầu tiên năm 2011.